# Vaccin gripal

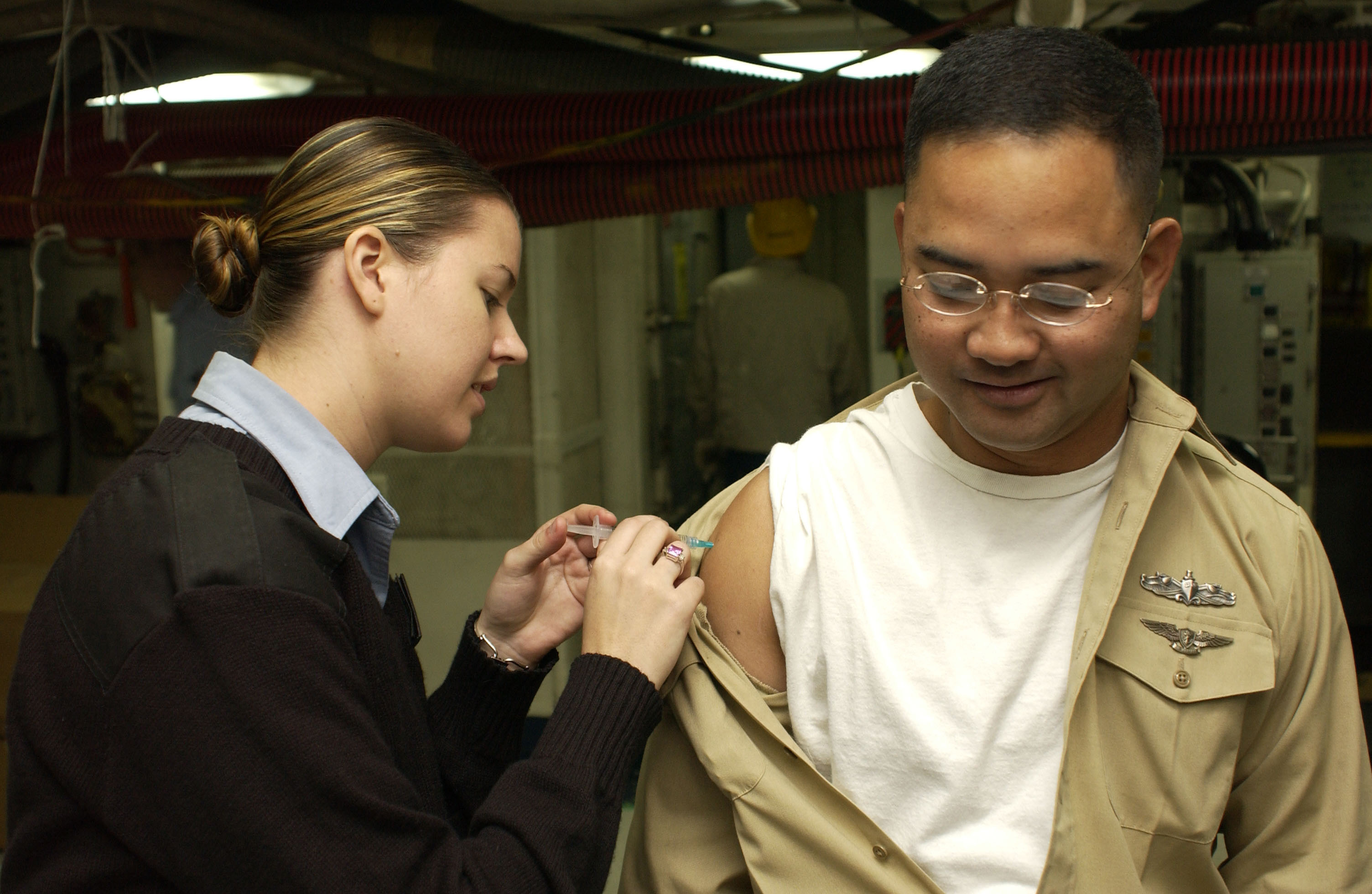

Vaccinurile Influenza, cunoscute sub numele de injecții împotriva gripei, reprezintă vaccinuri ce oferă protecție împotriva virusului influenza. O nouă variantă a vaccinului este dezvoltată de două ori pe an deoarece virusul influenza⁠(d) se modifică rapid. Marea lor majoritate oferă protecție medie spre mare împotriva virusului influenza, însă acest lucru variază în fiecare an. Sunt puține dovezi obținute de la adulții cu vârsta peste 65 de ani. Aceste vaccinuri scad numărul de zile lipsite de la muncă, cu o medie de jumătate de zi. Vaccinarea
copiilor îi poate proteja pe cei din jurul lor.
Organizația Mondială a Sănătății, dar și Centrele pentru controlarea și prevenirea bolilor recomandă vaccinarea a aproape tuturor oamenilor cu vârsta de peste 6 luni, în fiecare an. Acest fapt este adevărat îndeosebi pentru femeile însărcinate, copiii între șase luni și cinci ani, pentru cei cu alte probleme de sănătate, amerindienii și cei care lucrează în domeniul serviciilor medicale.
Vaccinurile sunt, în general, sigure. La copii, febra apare la între 5 și 10%, precum și dureri musculare sau surmenare. Una la un milion de doze poate cauza sindromul Guillain Barre în cazul persoanelor cu vârstă înaintată. Vaccinul nu ar trebui administrat persoanelor cu alergii severe la versiuni mai vechi ale vaccinului. Aceste vaccinuri pot avea forme virale inactive sau slabe ale virusului. Forma inactivă trebuie administrată femeilor însărcinate. Acestea pot fi administrate sub forma unei injecții intramusculare⁠(d) sau pulverizate⁠(d) în cavitatea nazală.
Vaccinul împotriva influenzei a apărut după anul 1930, fiind disponibil la scară largă în Statele Unite ale Americii, începând cu anul 1945. Acesta se află pe lista medicamentelor esențiale a Organizației Mondiale a Sănătății a celei mai importante medicații recomandate într-un sistem de sănătătate de bază.

## Organizația Mondială a Sănătății
Începând cu anul 2016, Organizația Mondială a Sănătății (OMS) recomandă vaccinarea antigripală sezonieră pentru:
Prima prioritate: 
- Femeile însărcinate

A doua prioritate (în orice ordine): 
- Copiii cu vârsta cuprinsă între 6 și 59 de luni
- Persoanele în vârstă
- Indivizii cu afecțiuni medicale cronice specifice
- Lucrătorii din domeniul sănătății